# Sofia Wood

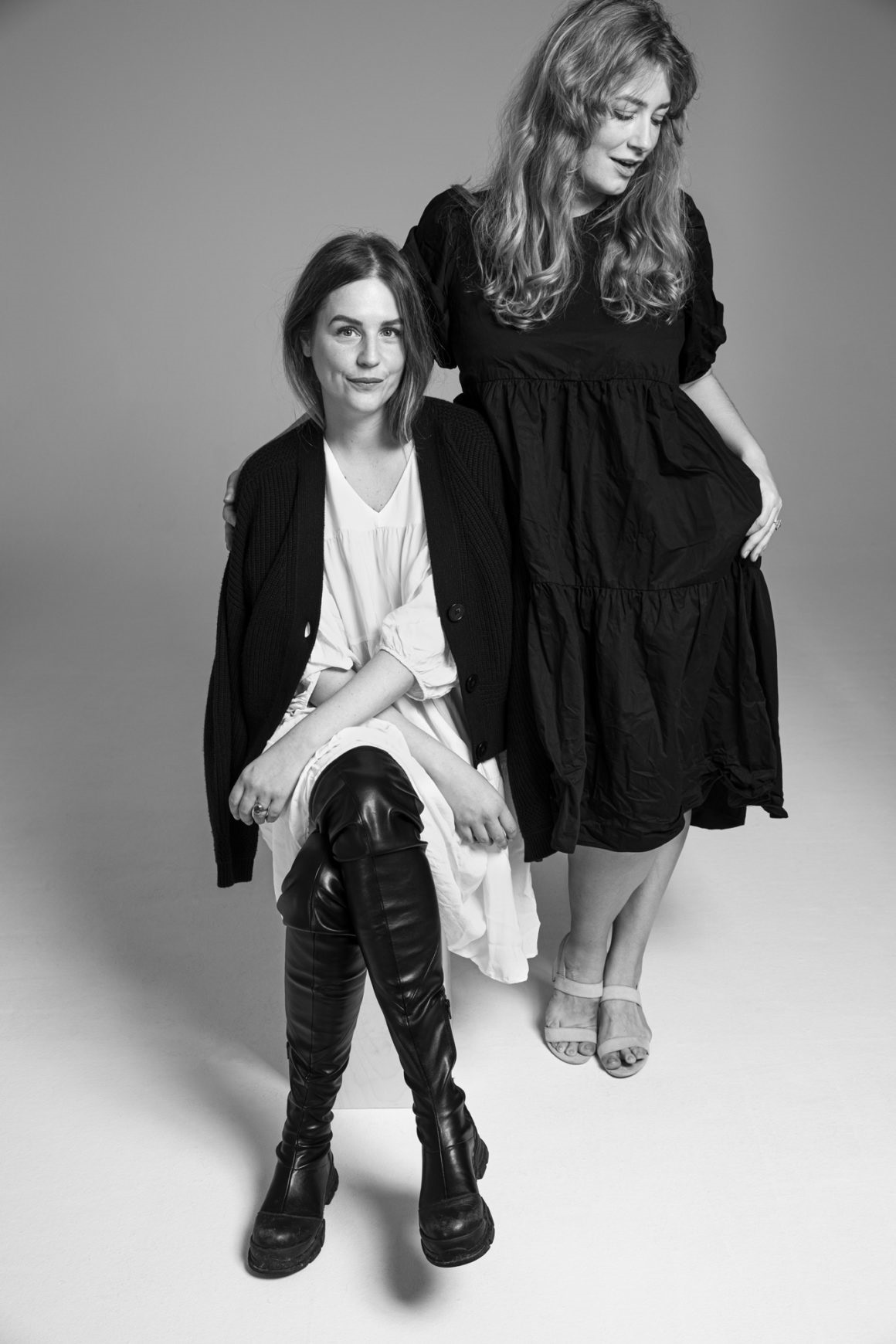
Sofia Wood och Elsa Billgren

Sofia Wood, född 1984, är en svensk kokboksförfattare och influerare. Hon bloggar på ELLE.se där hon skriver om matlagning, inredning och auktionsfynd med mera.
Sedan 2017 driver hon en podcast tillsammans med Elsa Billgren vid namn Billgren Wood. År 2019 släppte Sofia Wood sin första kokbok, Chez Wood.